# Rhythmic contemporary
Rhythmic contemporary, också känt som rhythmic top 40, rhythmic contemporary hit radio eller rhythmic crossover, är ett radioformat som inkluderar elektronisk dansmusik, rytmisk pop, hiphop och R&B.